# Eugenia singampattiana
Eugenia singampattiana là một loài thực vật thuộc họ Myrtaceae. Đây là loài đặc hữu của Ấn Độ.